# Thicket spinoso del Madagascar
Il Thicket spinoso del Madagascar è una ecoregione globale che fa parte della lista Global 200 delle ecoregioni prioritarie per la conservazione definita dal WWF. Appartiene al bioma Deserti e macchia xerofila della regione afrotropicale. Interessa l'area del Madagascar meridionale e sud-occidentale. Lo stato di conservazione è considerato in pericolo critico.
La regione è caratterizzata da un elevato livello di endemismo.

## Territorio
La regione si estende su un'area di circa 124000 km² lungo la costa meridionale e sud-occidentale dell'isola del Madagascar, dal fiume Tsiribihina a nord-ovest fino alle pendici occidentali dei monti Anosyennes a sudest. Il territorio ha una larghezza che varia da circa 200 km nella sua massima estensione a poche decine di chilometri nella parte più stretta.
Il clima della regione è caldo semi-arido con una piovosità media inferiore ai 500 mm all'anno.

### Stati
L'ecoregione interessa un solo paese:
- Madagascar.

### Ecoregioni
L'ecoregione è composta da 2 ecoregioni terrestri:
- AT1311 - Foresta spinosa del Madagascar
- AT1312 - Foreste succulente del Madagascar

## Flora

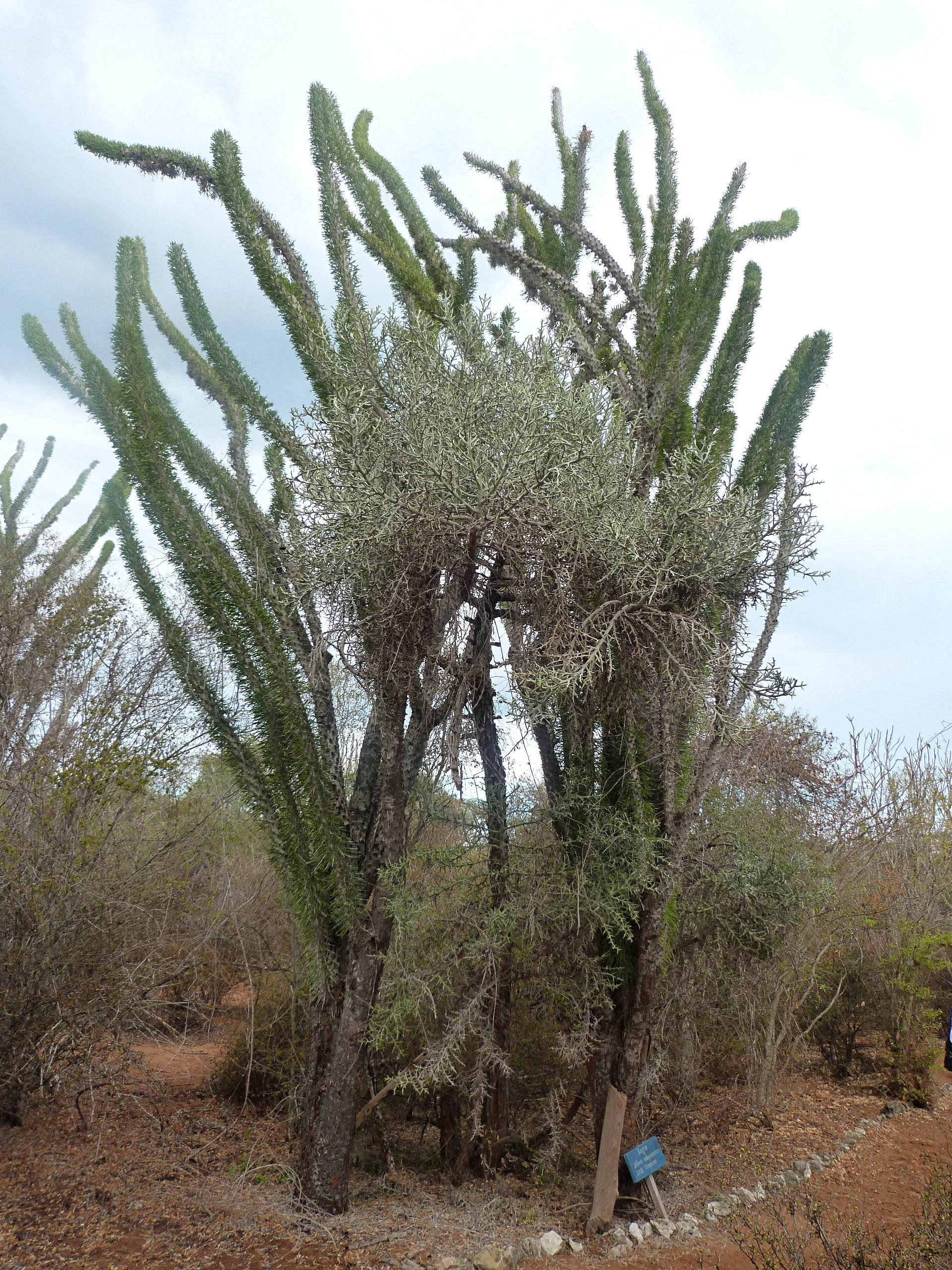
Didierea madagascariensis

Molta della flora dell'ecoregione è endemica. Con una piovosità media inferiore ai 500 mm all'anno, gli alberi si adattano bene al clima secco e crescono alti e privi di rami con lunghe spine affilate, o anche corti, densamente ramificati e con tronchi gonfi. La pianta tipica endemica è costituita da una famiglia di alberi spinosi delle Didiereaceae che include Didierea madagascariensis, detto l'albero del polpo, e D. trollii. Un'altra pianta endemica è il Pachypodium, detto «piede di elefante» per la sua forma.
L'area presenta una grande varietà di piante spinose e succulente tra cui Alluaudia ascendens, che può raggiungere un'altezza di 15 metri, oltre a specie dei generi Aloe, Kalanchoe ed Euphorbia. La flora del suolo è scarsa ed è costituita da ciuffi isolati di un'erba endemica, Humbertochloa bambusiuscula.

## Fauna

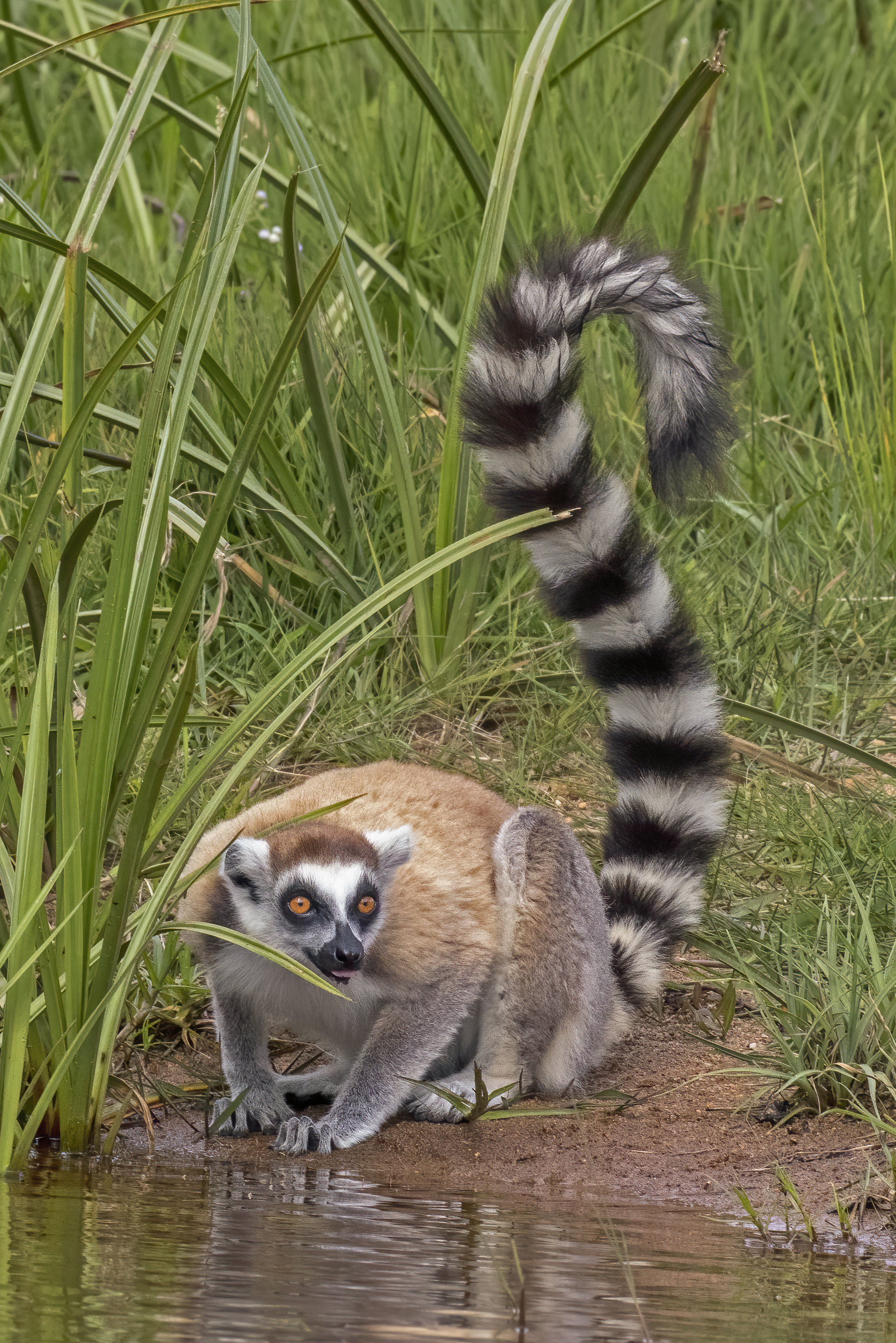
Lemur catta

Anche la fauna dell'ecoregione è distintiva e comprende quattro mammiferi strettamente endemici: il lemure dalla coda ad anelli (Lemur catta), il lepilemure dai piedi bianchi (Lepilemur leucopus), il sifaka di Verreaux (Propithecus verreauxi) e la mangusta di Grandidier (Galidictis grandidieri).
Gli uccelli endemici includono il coua di Verreaux (Coua verreauxi), il coua corridore (C. cursor), la vanga di Lefresnaye (Xenopirostris xenopirostris) e la ghiandaia terricola codalunga (Uratelornis chimaera).
I rettili endemici includono la testuggine ragno (Pyxis arachnoides), la testuggine radiata (Astrochelys radiata) e il Chalarodon madagascariensis.

## Popolazione
La foresta spinosa di Mikea, lungo la costa sud-occidentale della regione, è abitata dai Mikea, uno degli ultimi popoli di cacciatori-raccoglitori rimasti sulla Terra.

## Conservazione
Lo stato di conservazione della regione è considerato in pericolo. Le principali minacce alla biodiversità provengono dalla rimozione degli habitat su piccola scala ma diffusa, principalmente per la produzione di legna da ardere e carbone. Le minacce secondarie sono rappresentate dall'agricoltura di sussistenza, dal pascolo del bestiame e dalle specie invasive. Nonostante alcuni recenti miglioramenti, il sistema di aree protette del Madagascar non comprende ancora tutti i siti critici del paese.
Nella regione vi sono comunque alcune aree protette:
- Parco nazionale di Tsimanampetsotsa;
- Parco nazionale di Andohahela;
- Parco nazionale di Zombitse-Vohibasia;
- Parco nazionale di Kirindy Mitea;
- Riserva naturale di Berenty;
- Riserva speciale di Bezaha Mahafaly;
- Riserva speciale di Andranomena.